# Campaea ilicaria
Campaea ilicaria là một loài bướm đêm trong họ Geometridae.